# Tenarre
Pour l’article homonyme, voir ferme bressane de Tenarre.
Ne doit pas être confondu avec cap Ténare.
La Tenarre (parfois orthographiée Ténarre) est une rivière française du département de Saône-et-Loire dans la région Bourgogne-Franche-Comté et un affluent de la Saône, c'est-à-dire un sous-affluent du fleuve du Rhône. Elle coule dans le nord-ouest de la région naturelle de la Bresse.

## Géographie
D'une longueur de 25,99 kilomètres, la Tenarre prend sa source dans le bois de Chardonnat, à 216 mètres d'altitude sur la commune de Saint-Martin-en-Bresse, près du hameau du Gagne-Pain. Elle porte alors le nom de bief du Moulin de la Grognette.
Après avoir traversé quelques étangs, le cours d'eau prend le nom de Tenarre après sa confluence avec le bief du Moulin du Verger sur la commune de Lessard-en-Bresse. Elle s'écoule dans son cours supérieur vers le sud-est, puis en direction du sud-ouest à travers la campagne bressane. 
Elle conflue avec la Saône entre les communes d'Ormes au sud et de Saint-Germain-du-Plain au nord, à 173 mètres d'altitude, en face du village de Gigny-sur-Saône et de son port de plaisance situés sur l'autre rive de la Saône.

### Communes et cantons traversés
Dans le seul département de Saône-et-Loire, la Tenarre traverse les neuf communes suivantes, dans le sens amont vers aval, de Saint-Martin-en-Bresse (source), L'Abergement-Sainte-Colombe, Thurey (hameau du Villerot), Lessard-en-Bresse, Tronchy, Saint-Étienne-en-Bresse, Saint-Germain-du-Plain, Baudrières (hameau de Tenarre) et Ormes (hameau de Vanoise, confluence),.
Soit en termes de cantons, la Tenarre prend sa source dans le canton d'Ouroux-sur-Saône, traverse les cantons de Pierre-de-Bresse, de Louhans et de Cuiseaux, dans les quatre intercommunalités de Saône Doubs Bresse, Terres de Bresse, Bresse Revermont 71 et de Bresse Louhannaise Intercom'.

### Bassin versant
La Tenarre traverse la zone hydrographique de « la Saône de la Grosne à la Noue » (U330),.

## Affluents
La Tenarre possède quatre affluents référencés dont un de plus de dix kilomètres de longueur :
- la Noue (rd[note 3]), 17,33 km, sur les six communes de L'Abergement-Sainte-Colombe, Baudrières, Guerfand, Ouroux-sur-Saône, Saint-Christophe-en-Bresse et Saint-Germain-du-Plain avec deux affluents[5] :
  - le bief du Moulin de Serville ou Tartre, 9,6 km, sur les six communes de L'Abergement-Sainte-Colombe, Lessard-en-Bresse, Saint-Christophe-en-Bresse, Saint-Germain-du-Plain, Saint-Martin-en-Bresse et Tronchy[6] ;
  - le bief du Creux Blanc, 7,13 km, sur les trois communes d'Ouroux-sur-Saône, Saint-Christophe-en-Bresse et Saint-Germain-du-Plain.
- la Marlière (rg), 6,41 km, sur les deux communes de Saint-Vincent-en-Bresse (source) et Baudrières ;
- le ruisseau du Moulin d'Amy (rg), 5,53 km, sur les trois communes de Vérissey (source), Saint-Étienne-en-Bresse et Tronchy ;
- le bief du Moulin du Verger (rd), 1,93 km, sur les communes de L'Abergement-Sainte-Colombe (source) et de Lessard-en-Bresse.

### Rang de Strahler
Donc le rang de Strahler de la Tenarre est de trois par la Noue et le bief du Moulin du Verger.

## Hydrologie
Son régime hydrologique est un régime pluvial.

## Aménagements, écologie et patrimoine
- la Tenarre contribue à certains des petits étangs ou plans d’eau de la commune de Thurey, comme l'Étang Neuf[3].
- la ferme bressane de Tenarre située dans le hameau éponyme, à Baudrières.